# Putîlivka, Nikopol
Putîlivka (în ucraineană Путилівка) este un sat în comuna Novosofiivka din raionul Nikopol, regiunea Dnipropetrovsk, Ucraina.

## Demografie
Componența lingvistică a localității Putîlivka
     Ucraineană (94,68%)
     Rusă (4,98%)
Conform recensământului din 2001, majoritatea populației localității Putîlivka era vorbitoare de ucraineană (94,68%), existând în minoritate și vorbitori de rusă (4,98%).